# Parque dos Poetas

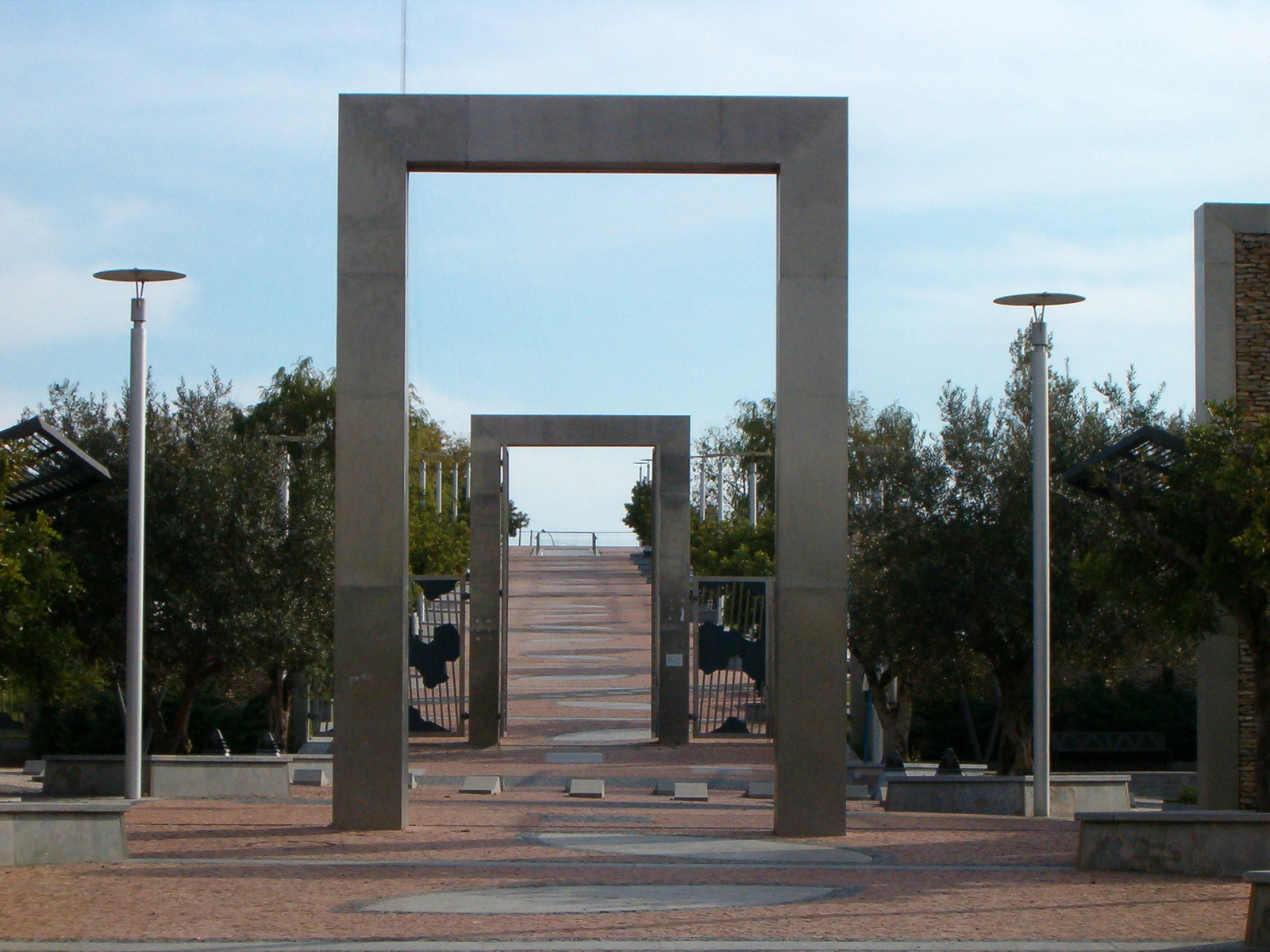
Parque dos Poetas

Der Parque dos Poetas (dt.: Dichterpark) ist ein von der Kreisverwaltung von Oeiras zur Ehrung der portugiesischen Kultur initiierter Park. Der Park wurde im Juni 2003 eingeweiht und bietet Platz für Freizeitaktivitäten, Kultur und Sport mit Blick auf die Gärten, die der Poesie und der Kunst gewidmet sind.
Er beinhaltet Gärten, Promenaden, einen Spielplatz, Brunnen, Picknickplätze und ein Amphitheater.
Nach der ersten Bauphase sind Skulpturen folgender Dichter vorhanden: Carlos de Oliveira, Camilo Pessanha, Teixeira de Pascoaes, Mário de Sá-Carneiro, Florbela Espanca, José Gomes Ferreira, José Régio, Vitorino Nemésio, Miguel Torga, Jorge de Sena, Sophia de Mello Breyner Andresen, Natália Correia, Eugénio de Andrade, Manuel Alegre, Fernando Pessoa, Alexandre O’Neill, António Ramos Rosa, David Mourão-Ferreira, António Gedeão und Ruy Belo.
Im April 2010 begann die zweite Bauphase am Park, die mit der Einweihung am 16. Februar 2013 abgeschlossen wurde. Durch diesen Bauabschnitt wurde der Park von derzeit zwölf auf 27 Hektar vergrößert. Der Park erhielt zusätzlich Skulpturen von (nach Jahr des Wirkens):
Dionysius, João Roiz de Castel-Branco, Gil Vicente, Garcia de Resende, Bernardim Ribeiro, Sá de Miranda, Cristóvão Falcão, Diogo Bernardes, Luís de Camões, António Ferreira, Francisco Rodrigues Lobo, Soror Violante do Céu, Frei Jerónimo Baía, Correia Garção, Filinto Elísio, Nicolau Tolentino, José Anastácio da Cunha, Marquesa de Alorna, Manuel Maria Barbosa Du Bocage, Almeida Garrett, António Feliciano de Castilho, Alexandre Herculano, Soares de Passos, João de Deus, Antero de Quental, Gomes Leal, Guerra Junqueiro, António Feijó, Cesário Verde und António Nobre.